# 牛伏寺断層
牛伏寺断層（ごふくじだんそう）は、長野県松本市と塩尻市を通る活断層である。岡谷断層群、諏訪断層群、釜無山断層群などと共に糸魚川静岡構造線活断層系の中部区間を構成する。

## 概要
松本市の中心市街地の南に位置する中山丘陵から、東側の山地と盆地の境界付近を北北西－南南東走向に延びる左横ずれ断層である。全体的に牛伏川（うしぶせがわ）に沿っており、松本市並柳から中山を経由し崖の湯へと伸びている。断層線の長さは約7kmで、そのうちある約5kmは明瞭な断層線を断層崖として見ることが出来る。西側には牛伏寺前縁断層が併走し、地下1000m付近ではひとつの断層を形成していると考えられる。また、高瀬川と犀川の合流点（安曇野市押野崎）より南部の松本盆地東縁断層と牛伏寺断層を同一な断層セグメントとするのが妥当との説も出されている。
松本市街地部分では人間の活動に伴い断層の痕跡は不明瞭であるが、郊外では直線状の断層崖が非常に明瞭であり、崖に沿って両側の河川や丘陵が食い違っている部分を見ることが出来る。活断層の活動度を示す平均変位速度（1000年間の平均変位量）は5 - 14m/1000年と考えられており、日本の内陸における活断層としては飛びぬけて高い。しかし、十分な研究は行われておらずデータは乏しい。

## 評価
- 地震調査研究推進本部は、糸魚川静岡構造線断層帯の中部1として区分し[5]以下の様に評価している[6]。
  - 断層線の北端位置 : 北緯36°13' , 東経137°58'
  - 断層線の南端位置 : 北緯36°05' , 東経138°02'
  - 活動間隔 : 約1000年
  - 最新活動時期 : 700 - 1500年前
  - 将来の活動 : 牛伏寺断層を含む区間では、現在を含めた今後数百年以内に、M7 から M8 程度の規模の地震が発生する可能性が高いが、地震が発生する断層区間（場所）は不明である。
  - 30年位内地震発生確率 : 14%
  - 地震後経過率 : 1.2

なお、2011年 東北地方太平洋沖地震に伴い、地震発生確率が高められた。

### 活動様式
東側に約80度で傾斜した左横ずれの変位様式をもつ。断層線の東側にある犀川丘陵は後期更新世以降隆起しているため、牛伏寺断層北部付近では逆断層の様式を示唆している。

### 過去の活動
過去の活動を示す明瞭な記録は少ないがトレンチ調査およびボーリング調査などから、過去7000年間に2回程度の活動痕跡が見いだされている。最新の活動期は約1200年前の762年、あるいは841年と考えられ、1988年と1990年に行われた調査によれば前回の活動時点での変異量は、松本市島内付近で水平方向に約6.5m、垂直方向に約30-40cm程度であった。また、松本市並柳では水平方向に7m程度の変位であった。

## 断層付近で発生した地震
2011年6月30日、この断層付近を震源とするM5.4の長野県中部地震があった。同年3月11日に発生した東北地方太平洋沖地震の誘発地震の可能性があるが、地震と断層との関連性は現時点では不明である。なお、気象庁精密地震観測室（現・気象庁松代地震観測所、長野県長野市松代町）では震源の状況から別の断層によるものとみている。

## 調査研究
糸魚川‐静岡構造線断層帯にあることで1980年代から多くの研究がされている。また、2005年度より「糸魚川‐静岡構造線断層帯における重点的調査研究」や、文部省からの受託事業などにより、高感度地震観測網の地震観測点が集中的に配置されているため、他の地域より高い精度で微少地震の震源位置を決定することが可能である。